# Non c'è due senza tre
Non c'è due senza tre è un proverbio della cultura popolare italiana, lo si trova simile anche in altre culture e lingue, come per esempio nell'inglese "good things come in twos, bad things come in threes".

## Significato
Possiamo avere due interpretazioni a seconda se consideriamo la possibilità che riaccadano eventi fortuiti, o la possibilità che una persona faccia per (almeno) tre volte la stessa azione.
L'idea alla base per gli eventi fortuiti è che se un evento della stessa sorte o natura si ripete almeno due volte, molto probabilmente si ripeterà ancora. La sua invocazione può essere speranzosa o pessimistica a seconda del contesto. In chiave ottimistica, se l'evento è qualcosa in cui speravamo, ci si augura che possa continuare a verificarsi, per esempio: "Ho già vinto due volte... non c'è due senza tre!", mentre in chiave pessimistica: "se qualcosa è andato male per due volte di seguito probabilmente andrà male anche una terza" (vedi per analogia il primo assioma della Legge di Murphy).
Per il comportamento delle persone, l'interpretazione cambia e diventa più razionale: se una persona commette un atto riprovevole per una volta e se ne pente (ad esempio: rubare, parcheggiare in aree a divieto di sosta ecc.), è possibile che il suo pentimento sia sincero e che non ripeterà più il gesto. Ma se il gesto viene ripetuto una seconda volta (recidività), nonostante che l'individuo possa rimanifestare il proprio pentimento, è certo (almeno secondo il proverbio) che questo sarà ripetuto alla prossima opportunità (la terza) e potenzialmente diventerà un'abitudine.

## Origine
Non si conosce l'esatta origine del proverbio. L'espressione probabilmente si riallaccia ad antiche superstizioni basate sui numeri magici, influenzata dal fatto che il tre è considerato il numero perfetto: tre sono le persone della Santissima Trinità, tre sono i Magi che visitarono Gesù Bambino, tre sono le dimensioni del mondo in cui viviamo, ecc.